# Hans von Haeften
Hans Maximilian Gustav von Haeften, né le 13 juin 1870 et mort le 9 juin 1937, est un général allemand, puis le président des Archives du Reich de 1931 à 1935.

## Famille
Hans von Haeften (de) est le fils d'August von Haeften (de) (1832-1871) et d'Elisabeth von Hochwächter (1840-1916), tous deux issus de la noblesse prussienne. August était archiviste du Royaume de Prusse (königlich preußischen Staatsarchivars).
Hans se marie en 1903 avec Agnes von Brauchitsch (1869-1945), la sœur du General der Kavallerie Walther von Brauchitsch. Ensemble, ils eurent trois enfants : Elisabeth (1903–1980), Hans Bernd von Haeften (1905–1944) et Werner von Haeften (1908–1944). Les deux fils participèrent au complot du 20 juillet 1944 et furent exécutés.

## Carrière militaire
Après le lycée, Haeften s'engage le 26 mars 1889 comme porte-drapeau dans le 2e régiment à pied de la Garde de l'armée prussienne, où il est promu au rang de lieutenant-secrétaire le 20 septembre 1890. Le 22 mars 1897, il est transféré au 5e régiment de grenadiers de la Garde. En tant que premier-lieutenant, Haeften suit les cours de l'Académie de guerre de Prusse de Berlin de 1899 à 1901 et, à partir de mars 1904, il est capitaine au Grand État-Major général. Deux ans plus tard, il est affecté à l'état-major du 2e corps d'armée. Du 1er octobre 1907 au 2 mai 1910, Haeften est commandant de compagnie dans le 89e régiment de grenadiers (de). Il reprend ensuite son service d'état-major général, d'abord à la 38e division d'infanterie, puis de nouveau au Grand État-Major général. 
Pendant la Première Guerre mondiale, il est colonel au sein de l'Oberste Heeresleitung, affecté à la section « pays étrangers » (Auslandsabteilung : OHLA). En 1916, il passe à l'office des Affaires étrangères (Auswärtiges Amt). En 1918, il est l'officier de liaison de l'état-major auprès du chancelier.

## Archiviste
Sous la République de Weimar, Hans est affecté à partir de 1919 aux Archives du Reich nouvellement créées à Potsdam, qui remplacent la section historique de l'état-major. De 1931 à 1935, Hans en est le président, succédant à Hermann Mertz von Quirnheim.